# Ozyptila nipponica
Ozyptila nipponica là một loài nhện trong họ Thomisidae.
Loài này thuộc chi Ozyptila. Ozyptila nipponica được Hirotsugu Ono miêu tả năm 1985.